# Luke Saville
Luke Saville, né le 1er février 1994 à Barmera, est un joueur de tennis australien, professionnel depuis 2012.
Il a remporté, dans la catégorie junior, le tournoi de Wimbledon en 2011 et l'Open d'Australie en 2012.
Il épouse en 2021 sa compatriote Daria Gavrilova.

## Carrière

### Parcours junior
En 2009, Luke Saville fait partie de l'équipe australienne victorieuse de la Coupe Davis Junior avec ses coéquipiers Jason Kubler et Joey Swaysland.
Il atteint sa 1re finale de Grand Chelem en 2011 à l'Open d'Australie, où il s'incline face à Jiří Veselý (6-0, 6-3). La même année, il remporte le titre au tournoi de Wimbledon face au local Liam Broady (2-6, 6-4, 6-2). En fin d'année, il devient champion d'Asie-Océanie aux dépens d'Andrew Harris. Il atteint la première place mondiale au début de l'année suivante.
En 2012, il atteint une fois de plus la finale de l'Open d'Australie mais cette fois-ci l'emporte face au Canadien Filip Peliwo (6-3, 5-7, 6-4). Il rencontre le même adversaire en finale du tournoi de Wimbledon mais il s'incline cette fois-ci (7-5, 6-4).

### Carrière professionnelle
Luke Saville a connu son principal résultat dans un tournoi du Grand Chelem en 2014 lorsqu'il se qualifie pour le tournoi de Wimbledon. Il bat au premier tour Dominic Thiem, 57e mondial, avant de s'incliner contre Grigor Dimitrov en trois sets. Il se qualifie de nouveau pour le tournoi en 2015 et 2016, sans toutefois passer le cap du premier tour. Invité régulièrement à l'Open d'Australie en double, il atteint à la surprise générale la finale de l'édition 2020 avec son compatriote Max Purcell, match perdu contre Rajeev Ram et Joe Salisbury. Il fait le choix de se spécialiser dans le double pour le reste de la saison.
Il participe en 2021 aux Jeux olympiques de Tokyo en double avec John Millman ainsi qu'en simple où il remplace Márton Fucsovics. Il est battu à chaque fois au premier tour.
Sur le circuit secondaire, il a remporté huit tournois ITF en simple et a atteint la finale des tournois Challenger de Manchester et de Canberra en 2015.

## Palmarès

### Titres Challenger en double (17)
- 2016 : Launceston, Shenzhen, Lexington et Canberra avec Jordan Thompson.
- 2017 : Launceston avec Bradley Mousley.
- 2018 : Kyoto avec Jordan Thompson, Tiburon avec Hans Hach Verdugo et Bangalore avec Max Purcell.
- 2019 : Playford, Launceston, Zhangjiagang, Anning, Séoul, Binghamton et Traralgon avec Max Purcell.
- 2020 : Canberra avec Max Purcell et Morelos avec John-Patrick Smith.

### Finales en double messieurs
| No | Date       | Nom et lieu du tournoi            | Catégorie | Dotation      | Surface      | Vainqueurs                        | Partenaire         | Score              |          |
| -- | ---------- | --------------------------------- | --------- | ------------- | ------------ | --------------------------------- | ------------------ | ------------------ | -------- |
| 1  | 20-01-2020 | Australian Open Melbourne         | G. Chelem | 32 505 000 $A | Dur (ext.)   | Rajeev Ram Joe Salisbury          | Max Purcell        | 6-4, 6-2           | Parcours |
| 2  | 26-10-2020 | Astana Open Noursoultan           | ATP 250   | 273 345 $     | Dur (int.)   | Sander Gillé Joran Vliegen        | Max Purcell        | 7-5, 6-3           | Parcours |
| 3  | 31-01-2022 | Tata Open Maharashtra Pune        | ATP 250   | 430 530 $     | Dur (ext.)   | Rohan Bopanna Ramkumar Ramanathan | John-Patrick Smith | 610-7, 6-3, [10-6] | Parcours |
| 4  | 20-06-2022 | Rothesay International Eastbourne | ATP 250   | 697 405 €     | Gazon (ext.) | Nikola Mektić Mate Pavić          | Matwé Middelkoop   | 6-4, 6-2           | Parcours |
| 5  | 19-09-2022 | San Diego Open San Diego          | ATP 250   | 612 000 $     | Dur (ext.)   | Nathaniel Lammons Jackson Withrow | Jason Kubler       | 7-65, 6-2          | Parcours |

## Parcours dans les tournois duGrand Chelem

### En simple
| Année | Open d'Australie | Open d'Australie | Internationaux de France | Internationaux de France | Wimbledon       | Wimbledon       | US Open | US Open |
| ----- | ---------------- | ---------------- | ------------------------ | ------------------------ | --------------- | --------------- | ------- | ------- |
| 2013  | 1er tour (1/64)  | Go Soeda         | —                        | —                        | —               | —               | —       | —       |
| 2014  | —                | —                | —                        | —                        | 2e tour (1/32)  | Grigor Dimitrov | —       | —       |
| 2015  | 1er tour (1/64)  | Tim Smyczek      | —                        | —                        | 1er tour (1/64) | Richard Gasquet | —       | —       |
| 2016  | —                | —                | —                        | —                        | 1er tour (1/64) | Dennis Novikov  | —       | —       |

N.B. : à droite du résultat se trouve le nom de l'ultime adversaire.

### En double messieurs
| Année | Open d'Australie               | Open d'Australie          | Internationaux de France    | Internationaux de France    | Wimbledon                     | Wimbledon                | US Open                     | US Open                     |
| ----- | ------------------------------ | ------------------------- | --------------------------- | --------------------------- | ----------------------------- | ------------------------ | --------------------------- | --------------------------- |
| 2012  | 1er tour (1/32) A. Whittington | C. Ebelthite M. Matosevic | —                           | —                           | —                             | —                        | —                           | —                           |
|       |                                |                           |                             |                             |                               |                          |                             |                             |
| 2014  | 1er tour (1/32) Matt Reid      | J. Murray John Peers      | —                           | —                           | —                             | —                        | —                           | —                           |
| 2015  | 1er tour (1/32) J. Duckworth   | F. López Max Mirnyi       | —                           | —                           | —                             | —                        | —                           | —                           |
| 2016  | 1er tour (1/32) J.-P. Smith    | H. Kontinen John Peers    | —                           | —                           | —                             | —                        | —                           | —                           |
| 2017  | 1er tour (1/32) J. Thompson    | D. Inglot F. Mergea       | —                           | —                           | —                             | —                        | —                           | —                           |
| 2018  | 2e tour (1/16) Max Purcell     | Łukasz Kubot M. Melo      | —                           | —                           | —                             | —                        | —                           | —                           |
| 2019  | 1er tour (1/32) Max Purcell    | M. González Nicolás Jarry | —                           | —                           | 1er tour (1/32) Max Purcell   | R. Lindstedt Tim Pütz    | —                           | —                           |
| 2020  | Finale Max Purcell             | Rajeev Ram J. Salisbury   | 1er tour (1/32) Max Purcell | P.-H. Herbert Nicolas Mahut | Annulé                        | Annulé                   | 1er tour (1/16) Max Purcell | Kevin Krawietz Andreas Mies |
| 2021  | 2e tour (1/16) Max Purcell     | M. Ebden J.-P. Smith      | 1/8 de finale Max Purcell   | J. S. Cabal Robert Farah    | 1/8 de finale Max Purcell     | J. S. Cabal Robert Farah | 1er tour (1/32) J.-P. Smith | R. Berankis Benoît Paire    |
| 2022  | 1er tour (1/32) J.-P. Smith    | John Peers Filip Polášek  | 2e tour (1/16) J. Thompson  | Sander Gillé Joran Vliegen  | 1er tour (1/32) M. Middelkoop | João Sousa J. Thompson   | 2e tour (1/16) A. Karatsev  | Rajeev Ram Joe Salisbury    |
| 2023  | 1/8 de finale Alex Bolt        | A. Mies John Peers        | —                           | —                           | —                             | —                        | —                           | —                           |
| 2024  | 1er tour (1/32) Alex Bolt      | H. Heliövaara John Peers  |                             |                             |                               |                          |                             |                             |

N.B. : le nom du partenaire se trouve sous le résultat ; le nom des ultimes adversaires se trouve à droite.

### En double mixte
| Année | Open d'Australie             | Open d'Australie           | Internationaux de France    | Internationaux de France | Wimbledon | Wimbledon | US Open                    | US Open              |
| ----- | ---------------------------- | -------------------------- | --------------------------- | ------------------------ | --------- | --------- | -------------------------- | -------------------- |
| 2013  | 1er tour (1/16) S. Stosur    | Sania Mirza Bob Bryan      | —                           | —                        | —         | —         | —                          | —                    |
|       |                              |                            |                             |                          |           |           |                            |                      |
| 2015  | 2e tour (1/8) D. Gavrilova   | K. Srebotnik Marcelo Melo  | —                           | —                        | —         | —         | —                          | —                    |
| 2016  | 1er tour (1/16) D. Gavrilova | Y. Shvedova A. Qureshi     | —                           | —                        | —         | —         | —                          | —                    |
| 2017  | 1er tour (1/16) D. Gavrilova | Chan Yung-jan Łukasz Kubot | —                           | —                        | —         | —         | —                          | —                    |
|       |                              |                            |                             |                          |           |           |                            |                      |
| 2020  | 1er tour (1/16) E. Perez     | I. Świątek Ł. Kubot        | Annulé                      | Annulé                   | Annulé    | Annulé    | Annulé                     | Annulé               |
| 2021  | 1er tour (1/16) A. Muhammad  | E. Perez A. Harris         | 1er tour (1/8) G. Dabrowski | E. Vesnina A. Karatsev   | —         | —         | 1er tour (1/16) S. Sanders | B. Bencic F. Polášek |
| 2022  | 1er tour (1/16) D. Saville   | A. Guarachi T. Pütz        | —                           | —                        | —         | —         | —                          | —                    |
| 2023  | 1er tour (1/16) J. Fourlis   | S. Mirza R. Bopanna        | —                           | —                        | —         | —         | —                          | —                    |
| 2024  | 1er tour (1/16) D. Saville   | L. Samsonova A. Vavassori  | —                           | —                        | —         | —         | —                          | —                    |
| 2025  | 1er tour (1/16) D. Saville   | I. Khromacheva J. Withrow  |                             |                          |           |           |                            |                      |

N.B. : le nom de la partenaire se trouve sous le résultat ; le nom des ultimes adversaires se trouve à droite.

## Classements ATP en fin de saison
| Année          | 2009 | 2010 | 2011 | 2012 | 2013 | 2014 | 2015 | 2016 | 2017 | 2018 | 2019 | 2020 | 2021 | 2022 | 2023 |
| Rang en simple | 1664 | 1361 | 1180 | 343  | 440  | 158  | 187  | 267  | 518  | 477  | 326  | 371  | 632  | 562  | 306  |
| Rang en double | –    | –    | 658  | 394  | 1056 | 649  | 399  | 141  | 130  | 121  | 84   | 37   | 23   | 77   | 134  |

Source : (en) Classements de Luke Saville sur le site officiel de la Fédération internationale de tennis